# حارة الحفر (المنصورة)
حارة الحفر هي إحدى حارات حي تلال شمسان الواقع بمديرية المنصورة التابعة لمحافظة عدن، بلغ تعداد سكانها 3299 نسمة حسب تعداد اليمن لعام 2004.